# Sittichok Kannoo
Sittichok Kannoo (tiếng Thái: สิทธิโชค กันหนู, sinh ngày 9 tháng 8 năm 1996), còn được biết với tên đơn giản Ice (tiếng Thái: ไอซ์) là một cầu thủ bóng đá người Thái Lan thi đấu ở vị trí tiền đạo cho câu lạc bộ Giải bóng đá Ngoại hạng Thái Lan Bangkok United.

## Đời sống cá nhân
Anh trai của Sittichok, Attapon cũng là một cầu thủ bóng đá thi đấu cho Army United.

## Sự nghiệp câu lạc bộ
Kannoo ghi bàn thắng đầu tiên cho Buriram United ở phút thứ 75 với nỗ lực tuyệt vời để gỡ hòa trước Nakhon Ratchasima trong trận hòa 1-1.

## Sự nghiệp quốc tế
Anh đoạt chức vô địch Giải vô địch bóng đá U-16 Đông Nam Á 2011 với U-17 Thái Lan.
Vào tháng 8 năm 2017, anh đoạt chức vô địch Bóng đá tại Đại hội Thể thao Đông Nam Á 2017 với U-23 Thái Lan.

## Bàn thắng quốc tế

### U-16
| Sittichok Kannoo – bàn thắng cho U-16 Thái Lan | Sittichok Kannoo – bàn thắng cho U-16 Thái Lan | Sittichok Kannoo – bàn thắng cho U-16 Thái Lan | Sittichok Kannoo – bàn thắng cho U-16 Thái Lan | Sittichok Kannoo – bàn thắng cho U-16 Thái Lan | Sittichok Kannoo – bàn thắng cho U-16 Thái Lan | Sittichok Kannoo – bàn thắng cho U-16 Thái Lan | Sittichok Kannoo – bàn thắng cho U-16 Thái Lan |
| #                                              | Ngày                                           | Địa điểm                                       | Đối thủ                                        | Tỉ số                                          | Kết quả                                        | Giải đấu                                       |                                                |
| ---------------------------------------------- | ---------------------------------------------- | ---------------------------------------------- | ---------------------------------------------- | ---------------------------------------------- | ---------------------------------------------- | ---------------------------------------------- | ---------------------------------------------- |
| 1.                                             | 11 tháng 7 năm 2011                            | Sân vận động Quốc gia Lào mới, Viêng Chăn, Lào | Đông Timor                                     | 1-0                                            | 6-1                                            | Giải vô địch bóng đá U-16 Đông Nam Á 2011      |                                                |
| 2.                                             | 11 tháng 7 năm 2011                            | Sân vận động Quốc gia Lào mới, Viêng Chăn, Lào | Đông Timor                                     | 2-0                                            | 6-1                                            | Giải vô địch bóng đá U-16 Đông Nam Á 2011      |                                                |
| 3.                                             | 6 tháng 6 năm 2012                             | Sân vận động Quốc gia Lào mới, Viêng Chăn, Lào | Úc                                             | 2-3                                            | 2-4                                            | Giải vô địch bóng đá U-16 Đông Nam Á 2012      |                                                |

### U-19
| Sittichok Kannoo – bàn thắng cho U-19 Thái Lan | Sittichok Kannoo – bàn thắng cho U-19 Thái Lan | Sittichok Kannoo – bàn thắng cho U-19 Thái Lan  | Sittichok Kannoo – bàn thắng cho U-19 Thái Lan | Sittichok Kannoo – bàn thắng cho U-19 Thái Lan | Sittichok Kannoo – bàn thắng cho U-19 Thái Lan | Sittichok Kannoo – bàn thắng cho U-19 Thái Lan | Sittichok Kannoo – bàn thắng cho U-19 Thái Lan |
| #                                              | Ngày                                           | Địa điểm                                        | Đối thủ                                        | Tỉ số                                          | Kết quả                                        | Giải đấu                                       |                                                |
| ---------------------------------------------- | ---------------------------------------------- | ----------------------------------------------- | ---------------------------------------------- | ---------------------------------------------- | ---------------------------------------------- | ---------------------------------------------- | ---------------------------------------------- |
| 1.                                             | 5 tháng 9 năm 2014                             | Sân vận động Quốc gia Mỹ Đình, Hà Nội, Việt Nam | Indonesia                                      | 4–2                                            | 6–2                                            | Giải vô địch bóng đá U-19 Đông Nam Á 2014      |                                                |
| 2.                                             | 5 tháng 9 năm 2014                             | Sân vận động Quốc gia Mỹ Đình, Hà Nội, Việt Nam | Indonesia                                      | 5–2                                            | 6–2                                            | Giải vô địch bóng đá U-19 Đông Nam Á 2014      |                                                |
| 3.                                             | 11 tháng 9 năm 2014                            | Sân vận động Quốc gia Mỹ Đình, Hà Nội, Việt Nam | Nhật Bản                                       | 1–2                                            | 1–2                                            | Giải vô địch bóng đá U-19 Đông Nam Á 2014      |                                                |

### U-23
| Sittichok Kannoo – bàn thắng cho U-23 Thái Lan | Sittichok Kannoo – bàn thắng cho U-23 Thái Lan | Sittichok Kannoo – bàn thắng cho U-23 Thái Lan | Sittichok Kannoo – bàn thắng cho U-23 Thái Lan | Sittichok Kannoo – bàn thắng cho U-23 Thái Lan | Sittichok Kannoo – bàn thắng cho U-23 Thái Lan | Sittichok Kannoo – bàn thắng cho U-23 Thái Lan | Sittichok Kannoo – bàn thắng cho U-23 Thái Lan |
| #                                              | Ngày                                           | Địa điểm                                       | Đối thủ                                        | Tỉ số                                          | Kết quả                                        | Giải đấu                                       |                                                |
| ---------------------------------------------- | ---------------------------------------------- | ---------------------------------------------- | ---------------------------------------------- | ---------------------------------------------- | ---------------------------------------------- | ---------------------------------------------- | ---------------------------------------------- |
| 1.                                             | 20 tháng 3 năm 2017                            | Dubai, Các Tiểu vương quốc Ả Rập Thống nhất    | UAE                                            | 1–0                                            | 2–1                                            | Dubai Cup                                      |                                                |
| 2.                                             | 23 tháng 3 năm 2017                            | Dubai, Các Tiểu vương quốc Ả Rập Thống nhất    | Malaysia                                       | 1–0                                            | 4–0                                            | Dubai Cup                                      |                                                |
| 3.                                             | 10 tháng 6 năm 2017                            | Chonburi, Thái Lan                             | Iraq                                           | 1–1                                            | 1–1                                            | Giao hữu                                       |                                                |
| 4.                                             | 22 tháng 8 năm 2017                            | Selayang, Malaysia                             | Philippines                                    | 2–0                                            | 2–0                                            | Đại hội Thể thao Đông Nam Á 2017               |                                                |

## Danh hiệu

### Quốc tế
U-23 Thái Lan
- Sea Games  Huy chương Vàng (1); 2017
- Dubai Cup (1):  2017

### Câu lạc bộ
Buriram United
- Giải bóng đá Ngoại hạng Thái Lan (1): 2015
- Cúp Hiệp hội Bóng đá Thái Lan (1): 2015
- Cúp Liên đoàn Bóng đá Thái Lan (1): 2015
- Toyota Premier Cup (1): 2016
- Cúp Hoàng gia Kor (1): 2015
- Giải bóng đá vô địch các câu lạc bộ sông Mê Kông (1): 2015

### Quốc tế
Thái Lan U-16
- Giải vô địch bóng đá U-16 Đông Nam Á (1): 2011

U-23 Thái Lan
- Dubai Cup (1):  2017